# Simon Hawke
Pour les articles homonymes, voir Hawke.
Simon Hawke, né Nicholas Valentin Yermakov le 30 septembre 1951 à New York, est un écrivain américain de science-fiction et de fantasy. Il a changé de nom lorsqu'il a commencé à écrire, en 1984.

## Œuvres
- Fall Into Darkness
- Clique
- Jehad
- Epiphany
- Last Communion (L'Ultime Symbiose) Galaxie-bis no 105, 1984

### UniversStar Trek

#### SérieStar Trek: The Next Generation
- Le Palmarès romulien, Fleuve noir, 1998 ((en) The Romulan Prize, 1993), trad. Isabelle Troin  (ISBN 978-2-265-06448-5)